# Lafat
Lafat ist eine Gemeinde in Frankreich. Sie gehört zur Region Nouvelle-Aquitaine, zum Département Creuse, zum Arrondissement Guéret und zum Kanton Dun-le-Palestel. 

## Lage
Die Gemeinde wird vom Fluss Sédelle und seinem Zufluss Brézentine durchquert, der hier mündet.
Sie grenzt im Westen an Bazelat (Berührungspunkt), im Nordwesten an La Chapelle-Baloue, im Norden an Crozant, im Osten an Maison-Feyne, im Süden an Sagnat und im Südwesten an Saint-Germain-Beaupré.

## Bevölkerungsentwicklung
| Jahr      | 1962 | 1968 | 1975 | 1982 | 1990 | 1999 | 2008 | 2018 |
| --------- | ---- | ---- | ---- | ---- | ---- | ---- | ---- | ---- |
| Einwohner | 703  | 643  | 601  | 546  | 458  | 384  | 381  | 336  |

## Sehenswürdigkeiten
- Kirche Saint-Sulpice